# 東京夢華録
『東京夢華録』（とうけいむかろく）は、南宋の孟元老が撰した回想録。10巻。北宋時代の首都・開封の繁栄が詳細に誌されている。書名中の「東京」とは、当時の開封の正式名称・東京開封府のことである。

## 解題
靖康2年（1127年）に北宋が金に滅ぼされると、多くの宋人が江南へと逃れた。その中のひとりで開封住民であった孟元老が、紹興17年（1147年）に旧都開封を回想して誌したのが『東京夢華録』である。
隋・唐代の首都・長安は人口100万人に達した巨大な城塞都市であったが、条坊ごとに周囲を牆壁に囲まれ、条坊間の夜間通行が制限されるなど閉鎖的で、都市文化も貴族中心であった。これに対し、北宋代の開封には通行の制限はなく、瓦子（がし）と呼ばれる盛り場では、昼夜を問わず飲食店・商店・劇場といった店が開かれ、大道芸が行われるなど、多くの住民が都市生活を謳歌し、繁栄を極めていた。
栄華期の開封を回想して誌された『東京夢華録』は、単なる旧都の回想録に留まらず、北宋代の首都・開封の市民生活を詳細に描いた貴重な風俗志でもある。

## 日本語訳書
- 入矢義高・梅原郁訳注 『東京夢華録　宋代の都市と生活』岩波書店、1983年、再版1993年
  - 改訂版・平凡社〈東洋文庫〉、1996年　ISBN 4582805981

## 研究書
- 『東京夢華録索引』、斎藤忠和等編、立命館東洋史学会、1992年
- 『東京夢華録夢梁録等語彙索引』、梅原郁等編、京都大学人文科学研究所、1979年、中国語版1986年